# Talsperre Nosice
Die Talsperre Nosice ist ein Stausee in der Slowakei. Sie staut den Fluss Waag östlich von Púchov und trägt den Namen des Orts Nosice, heute eines Stadtteils von Púchov.
Der Stausee ist Teil der sogenannten Waag-Kaskade (slowakisch Vážska kaskáda) und entstand zwischen 1949 und 1958. Damals hieß das Projekt Priehrada mládeže (deutsch Talsperre der Jugend). Der acht Kilometer lange und bis zu einem Kilometer breite Stausee nimmt den Großteil der beiden Schleifen der Waag zwischen Považská Bystrica und Púchov ein. Die Wasserfläche beträgt 5,7 km², das Stauvolumen 36 Millionen m³ Wasser und ist bis zu 18 Meter tief. Für den Bau musste der Ort Okrut am rechten und ein Teil von Nosice am linken Ufer aufgegeben werden. Während des Baus wurde durch Zufall eine Mineralquelle entdeckt, die zu erneuten geologischen Proben und verstärkten Isolierung unter der Staumauer führten. Die Entdeckung der Mineralquelle wurde zum Anlass der Gründung des Kurorts Nimnica am rechten Ufer.
Hauptfunktionen des Stausees sind Regulierung des Wasserstands der Waag, Hochwasserschutz, Tourismus sowie Elektrizitätserzeugung. Drei Kaplanturbinen mit je 130 m³/s weisen Kombination mit Schenkelpolmaschinen zur elektrischen Energiegewinnung eine installierte Leistung von 67,5 MW auf und liefern im Jahresdurchschnitt 157,4 GWh ins Netz.
Die Bahnstrecke Bratislava–Žilina, die hier die noch nicht gestaute Waag auf zwei Brücken überquerte, verlief nach dem Bau des Stausees gänzlich am linken Ufer. Heute verläuft sie auf zwei Brücken unterhalb des Stausees sowie einer Brücke über dem Stausee, die sich zwischen zwei Tunneln (Diel und Milochov) befindet. Die Cesta II. triedy 507 (II/507) verläuft am Nordufer und verbindet Púchov mit Považská Bystrica.